# Cristiano Lupatelli
Pour les articles homonymes, voir Lupatelli.
Cristiano Lupatelli (né le 21 juin 1978 à Pérouse, en Ombrie) est un footballeur italien, évoluant au poste de gardien de but.

## Biographie
Cristiano Lupatelli fait ses premiers pas au Fidelis Andria FC, dans les équipes réserves. Après avoir été deux ans doublure, il ne fait ses débuts en professionnel que lors de la saison 1998-99, en Serie B, à 20 ans. Il profite de la blessure du gardien titulaire Ivan Aiardi. Cette blessure lui permet d'enchaîner les matchs et de mettre en avant ses excellentes qualités. Il disputera 25 matchs durant la saison, ne pouvant empêcher son club, 18e, d'être rétrogradé en Serie C1.
Dès la saison suivante, il fait le saut de qualité et signe avec l'AS Rome de Fabio Capello pour servir de doublure à Francesco Antonioli. Il profite une nouvelle fois de l'indisponibilité du gardien titulaire pour faire ses débuts dans l'élite en mars 2000 lors du derby romain. Il effectue une bonne entrée malgré la défaite 2-1 de son équipe. Il jouera 3 autres matchs durant la saison, l'équipe terminera 6e. Ayant démontré toutes ses qualités, il reste à l'AS Rome la saison suivante, où il trouvera plus de temps de jeu (8 matchs) sans toutefois réussir à récupérer le poste de titulaire. Il fera aussi ses débuts en Europe en jouant deux matchs de Coupe de l'UEFA. Il remporte toutefois le scudetto avec l'équipe de la capitale. Il participe durant cette saison à ses premiers matchs sous le maillots italien, avec les espoirs, et est sélectionné en tant que doublure pour les Jeux olympiques de Sydney en 2000, derrière Morgan De Sanctis et Christian Abbiati.
À l'été 2001, il signe en copropriété pour 1,5 million d'euros chez les promus du Chievo Vérone qui recherche un gardien valable pour l'élite. Lupatelli effectue sa première véritable saison en tant que titulaire et joue 33 matchs, participant à l'épopée surprise du club de quartier de Vérone qui termine 5e, aux portes de la Ligue des champions. La saison suivante, 2002-03, il joue 28 matchs, plus deux en Coupe de l'UEFA, et le club fait une nouvelle fois une bonne saison en terminant 7e. Malheureusement, une grave blessure, lésion du ligament croisé, subie en avril 2003 va le tenir éloigné des terrains pendant 9 mois. Il ne peut donc finir la saison avec son club.
Blessé, il retourne à l'AS Rome pour la saison 2003-04 après que le club de la capitale ait racheté au chievo Vérone la moitié de son contrat. À cause de cette blessure, il ne sera à son retour que le troisième gardien derrière Ivan Pelizzoli et Carlo Zotti et ne descendra jamais sur le terrain. À la fin de la saison, laissé libre par le club, il signe à la Fiorentina, de retour en Serie A après 3 ans d'absence, pour la saison 2004-05.
Il est en concurrence avec le gardien argentin Sebastián Cejas. Celui-ci, blessé en ce début de saison, laisse initialement sa place à Cristiano Lupatelli. Malgré des prestations en dents de scie, plutôt inhabituelles chez lui, il va se maintenir au poste de numéro 1, jouant 30 matchs et atteignant l'objectif fixé par le club, le maintien (15e). Mais la Fiorentina se met en quête d'un nouveau gardien pour la saison suivante et le trouve en la personne de Sébastien Frey en provenance du Parme AC. Lupatelli est engagé dans l'affaire et prêté au club parmesan comme contrepartie technique. 
En concurrence avec Luca Bucci, Lupatelli joue 8 matchs dans la première partie de saison, sans toutefois convaincre pleinement ses dirigeants qui l'envoient alors en janvier à l'US Palerme en prêt. Matteo Guardalben effectue le chemin inverse. Ses premiers matchs dans la capitale sicilienne seront décevants et avant la fin du mercato, le club engage un autre gardien, Federico Agliardi, qui piquera à l'ancien romain sa place de titulaire. Lupatelli ne jouera que 5 matchs (moyenne de 2 buts subis par matchs) et l'équipe terminera 5e.
Malgré les offres de nombreux clubs de Serie A et Serie B, Lupatelli décide de rester à la Fiorentina pour la saison 2006-07, même s'il apparait comme le troisième choix derrière Sébastien Frey et Bogdan Lobonț. Le départ du gardien roumain au FC Dinamo Bucarest lors du mercato d'hiver lui permet de passer deuxième gardien. Néanmoins, il n'aura pas du tout l'occasion de jouer durant cette saison. L'équipe terminera 6e. Lors de la saison 2007-08, toujours deuxième gardien, il participera à deux matchs de championnat, ainsi qu'à un match en Coupe de l'UEFA avant de se voir supplanté dans la hiérarchie par le gardien serbe Vlada Avramov. L'équipe terminera à la 4e place du championnat. Libre de tout contrat, il signe à l'été 2008 au Cagliari Calcio, toujours en Serie A.
Barré par l'explosion de Federico Marchetti, Cristiano Lupatelli n'aura guère l'occasion de se mettre en valeur. Ainsi, lors de sa première saison, il ne joue que 3 matchs, dont la dernière journée de championnat où il encaisse 6 buts contre l'Udinese. L'équipe terminera à une bonne 9e place. Il reste à Cagliari en tant que doublure pour la saison 2009-10 où il n'a joué jusqu'à présent qu'un seul petit match. Il se blesse en cours de saison, ainsi que le gardien titulaire Federico Marchetti, ce qui pousse le club sarde à acheter le jeune Michael Agazzi qui est désormais en concurrence avec Lupatelli. Libre de tout contrat à la fin de la saison, il s'engage avec Bologna à la fin de la saison, toujours en Serie A.

## Palmarès
- Champion d'Italie en 2001 avec l'AS Rome